# OSS Stinger

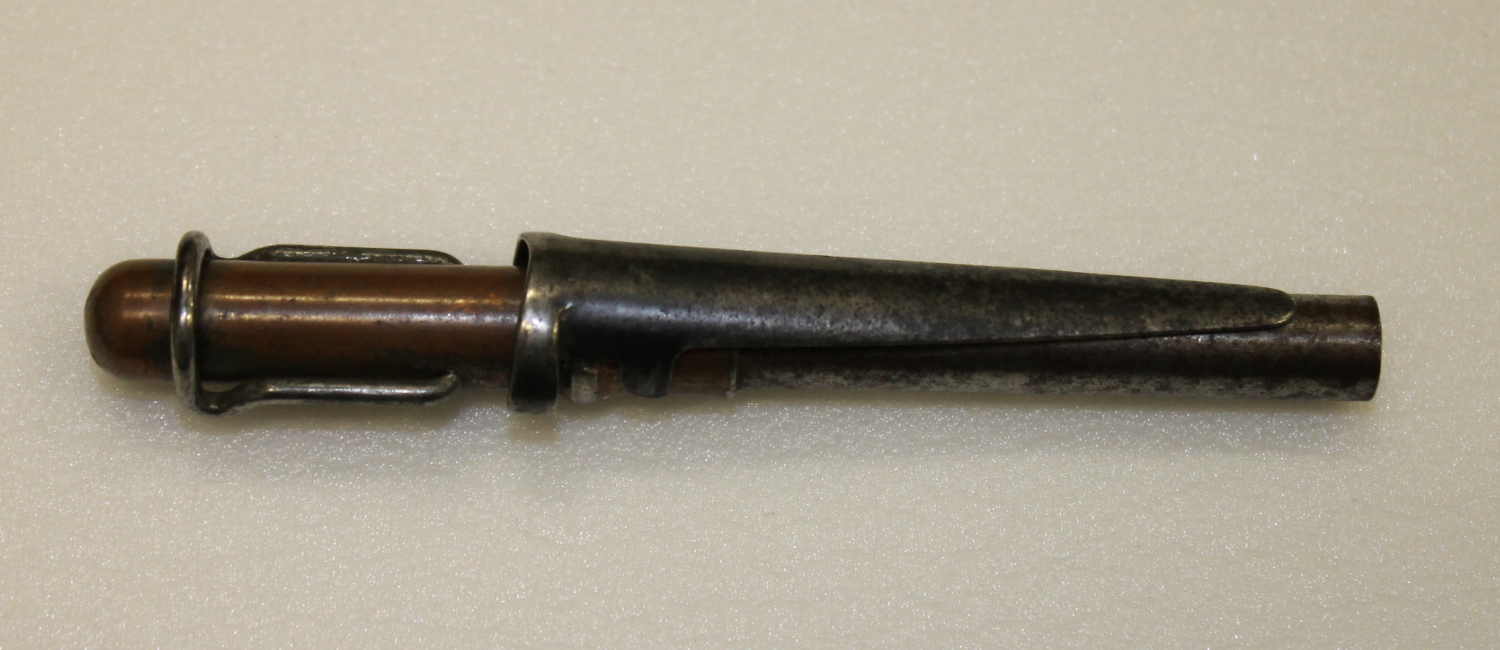
OSS Stinger

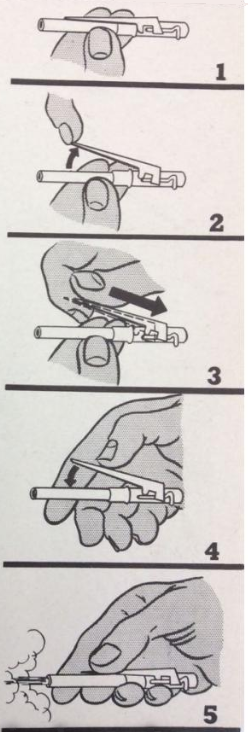
Instrukcja obsługi Stingera

OSS Stinger (pol. żądło) – jednostrzałowy pistolet typu strzelający długopis załadowany krótkim nabojem kalibru .22 Short (5,6 mm), opracowany w Stanach Zjednoczonych podczas II wojny światowej dla ruchów oporu w okupowanej Europie.

## Historia
Po przystąpieniu w grudniu 1941 roku do wojny, Stany Zjednoczone wsparły różnymi środkami między innymi francuski ruch oporu w walce z niemieckim okupantem. Jednym z nich był pistolet Stinger opracowany przez Office of Strategic Services (OSS), który był niewielki i łatwy do ukrycia, na przykład w kieszeni na piersi, uchodząc za długopis. Ponieważ broń nie miała przyrządów celowniczych i strzelała słabym nabojem, przeznaczona była do użycia na bardzo krótkim dystansie. Pistolet można było dyskretnie nosić w dłoni przed natychmiastowym użyciem, dopóki osoba będąca celem nie znalazła się w bliskiej odległości. Ponieważ broń nie mogła być przeładowana, po użyciu była wyrzucana.
Pistolet Stinger był niedrogi i można go było produkować w większych ilościach. Pierwszy model został wyprodukowany przez OSS w ilości 25 000 sztuk. Wystąpiły pewne problemy z jakością: z jednej strony mechanizm spustowy nie działał niezawodnie i powodował awarie uniemożliwiające oddanie strzału, z drugiej strony zdarzały się przypadki, w których pistolet pękał i w wyniku tego dochodziło do zranienia ręki strzelca. Drugi model, tym razem pod nadzorem United States Army Ordnance Department, został wyprodukowany w 1944 roku w ilości 25 500 sztuk (inne źródła podają, że wyprodukowano 32 000 sztuk) i miał ulepszony mechanizm spustowy oraz wzmocnioną lufę.
Broń w liczbie dziesięciu sztuk pakowano w drewniane pudełko, które dodatkowo zawierało obrazkową instrukcję obsługi i zrzucano z samolotów nad okupowanymi obszarami. Istnieją różne doniesienia o użyciu pistoletu Stinger, który na przykład mógł być przeoczony podczas aresztowania, a następnie wykorzystany do pomocy w ucieczce lub w skrytobójczym zabójstwie.

## Opis
Konstrukcja pistoletu Stinger była bardzo prosta, ponieważ składała się tylko z ośmiu elementów których produkcja nie wymagała skomplikowanej technologii ani drogich materiałów. Części broni zostały wykonane z metalowych rurek, blachy i drutu. Korpus Stingera składał się z dwóch głównych części, tuby lufy i nasadki. Lufę stanowiła metalowa rurka o długości około 130 mm z wewnętrznym kanałem o średnicy 5,6 mm – zgodnie z kalibrem naboju. Nasadka była cylindrycznym kawałkiem o długości około 70 mm, którego jeden z końców był zamknięty i miał kształt półkulisty. Wewnętrzna średnica głównej części nasadki była równa zewnętrznej średnicy lufy. Długość Stingera wynosiła 89 mm, maksymalna średnica 12,7 mm, masa własna 28,3 g, prędkość wylotowa pocisku nie przekraczała 60–80 dżuli. Koszt broni wynosił około 40 centów.